# Henry Dumas
Henry Dumas (Sweet Home, 20 luglio 1934 – Manhattan, 23 maggio 1968) è stato un poeta e scrittore statunitense.

## Biografia
Henry Dumas nacque e trascorse l'infanzia a Sweet Home, prima di trasferirsi ad Harlem con la famiglia all'età di dieci anni. Dopo il diploma proseguì con gli studi al City College di New York e poi si arruolò nell'Air Force. Con l'esercito rimase di stanza alla Joint Base San Antonio-Lackland, dove conobbe la moglie, e poi trascorse diciotto mesi nella penisola arabica. Dopo il congedo dall'esercito nel 1957 si immatricolò alla Rutgers University, da cui però non arrivò mai a laurearsi. Dal 1967 insegnò alla Southern Illinois University sotto la direzione di Edward W. Crosby, editore dell'Hiram Poetry Review. Grazie a Crosby, Dumas pubblicò alcune delle sue prime poesie sull'Hiram Poetry Review e poi presso la casa editrice della Southern Illinois University.
Poco dopo la mezzanotte del 23 maggio 1968 Dumas fu ucciso da un agente di polizia nella fermata 125th Street/Lenox Avenue della metropolitana di New York. Stando alle dichiarazioni ufficiali, Dumas stava minacciano un altro uomo con un coltello e, dopo l'ordine dell'agente di abbassare l'arma, il poeta si sarebbe scagliato contro il poliziotto, ferendolo alla guancia prima di essere stato raggiunto dai tre proiettili sparati con l'arma d'ordinanza. Tuttavia, i fatti legati alla morte di Dumas non sono mai stati del tutto chiarati, vista l'assenza di testimoni e la distruzione dei file nel 1995.
Dumas era sposato con Loretta Ponton dal 1955 e la coppia ebbe due figli.

## Attività poetica e fortuna
Un numero limitato di poesie di Dumas fu pubblicato quando l'autore era ancora in vita, mentre la maggior parte della sua produzione letteraria sarebbe stata pubblicata postuma. Nel 1970 fu dato alle stampe Poetry for My People, a cui Dumas stava lavorando prima di venire ucciso. Toni Morrison, che ha definito Dumas "un genio assoluto", fece pubblicare due antologie delle sue opere dalla Random House nel 1974: Play Ebony, Play Ivory e Ark of Bones. Nella recensione delle due opere il New York Times definì Dumas il più originale poeta afroamericano degli anni sessanta. Due anni più tardi il suo racconto "Thalia" fu scelto da James Baldwin come vincitore del Black Scholars' Literary Award. L'interesse nell'attività letteraria di Dumas fu rinnovata un decennio dopo quando Eugene Redmon fece pubblicare un'antologia dei suoi racconti, alcuni mai pubblicati, nell'opera Goodbye Sweetwater. Una seconda antologia, intitolata Knees of a Natural Men, fu pubblicata un anno più tardi nel 1989.

## Opere
- Poetry for My People (1970)
- Ark of Bones and Other Stories (1974)
- Play Ebony, Play Ivory (1974)
- Jonoah and the Green Stone (1976)
- Rope of Wind and Other Stories (1979)
- Goodbye, Sweetwater: New and Selected Stories (1988)
- Knees of a Natural Man: The Selected Poetry of Henry Dumas (1989)
- Echo Tree: The Collected Short Fiction of Henry Dumas (Coffee House Press, 2003)